# Studer-Kurzgeschichten

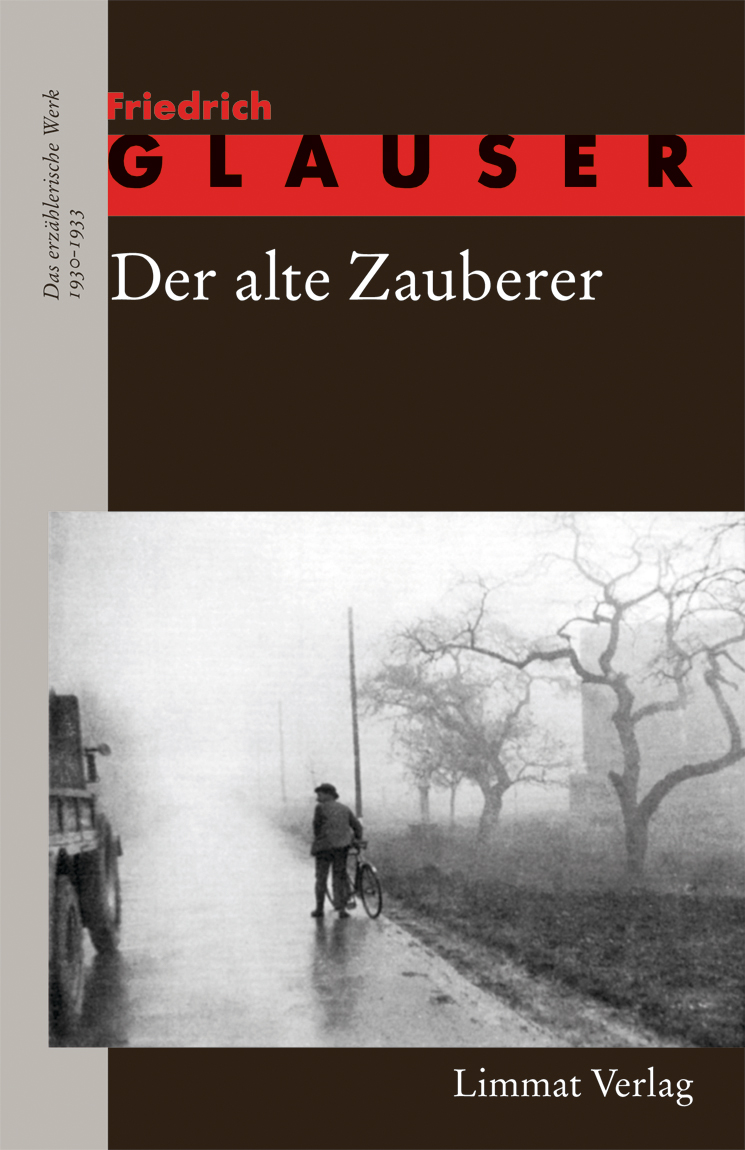
Erzählungen, Band 2 in der Werkausgabe des Limmat Verlages, 1992. Beinhaltend die Studer-Kurzgeschichte Der alte Zauberer

Zwischen 1931 und 1938 schrieb der Schweizer Autor Friedrich Glauser mehrere Studer-Kurzgeschichten. Allerdings weisen nur Der alte Zauberer und Knarrende Schuhe die typischen Charakterzüge des Fahnders der Wachtmeister-Studer-Romane auf, welche den Ermittler so berühmt machen sollten. Rettung kann als Vorstudie zur Studerfigur betrachtet werden, Das uneinige Liebespaar als eine Art «Fingerübung», während Ein Weltuntergang und Sanierung keine Kriminalgeschichten sind und Studer darin lediglich einen Kurzauftritt hat.

## «Rettung»
Rettung ist keine Studer-Geschichte, aber literaturhistorisch interessant, da Glauser in diesem kurzen Text eine Figur auftreten lässt (den Erziehungsberater), die man als «Urstuder» bezeichnen kann: Er ist massig, gemütlich, raucht Brissago und verurteilt die sozial Schwächeren der Gesellschaft nicht, sondern begegnet ihnen mit Verständnis.

### Inhalt
Das Mädchen Eva Schmidt, dessen Vater vor vier Jahren starb, lebt mit seiner Mutter in ärmlichen Verhältnissen. Eva ist ein sensibles und verträumtes Kind, das oft von den Erwachsenen kritisiert wird. In ihrem Leben gibt es nur drei Dinge, über die sie sich freuen kann: die Erinnerung an die schönen Sonntagsausflüge mit ihrem Vater, den Dackel, dem sie auf dem Schulweg begegnet, und eine Lehrerin, welche gut zu ihr ist.
Jeden Tag nach der Schule muss Eva bis 20 Uhr zu der reichen Familie Zobel gehen, um dort die beiden Kinder zu hüten. Der sechsjährige Knabe und das siebenjährige Mädchen traktieren ihre Betreuerin regelmässig, am liebsten mit einer eisernen Sparbüchse in der Form eines Elefanten, mit der sie lachend vor Evas Gesicht rasseln. Als die kleine Marie Zobel zum Geburtstag eine blaue Schürze und ein Fünffrankenstück bekommt, wünscht sich Eva auch so eine schöne Schürze. Kurz darauf muss sie sich den ganzen Tag um die Kinder kümmern, da die Eltern mit dem Automobil einen Ausflug unternehmen. Wiederum wird Eva von den Zobel-Kindern gequält; bei einer günstigen Gelegenheit schleicht sie sich ins Wohnzimmer, öffnet den Glasschrank, bricht das Schloss des Elefanten auf und stiehlt die Münzen.
Am nächsten Tag kauft sich Eva in der Stadt eine Schürze, eine Schokolade und Würfelzucker für den Dackel. Sie telefoniert Frau Zobel und sagt den Hütedienst mit der Erklärung ab, sie sei in der kommenden Zeit in den Ferien. Am folgenden Tag kommt Evas Mutter in die Schule und beschimpft die Kleine aufgebracht als Diebin. Die Lehrerin nimmt sich der Sache an und geht am Nachmittag mit Eva zu einem Erziehungsberater. Evas Angst weicht sehr schnell und sie fasst Vertrauen zu dem gemütlichen Mann, der vor ihr auf dem Stuhl sitzt, eine Zigarre raucht und die Tat nicht verurteilt und bestraft, sondern ihr helfen will.

### Entstehung

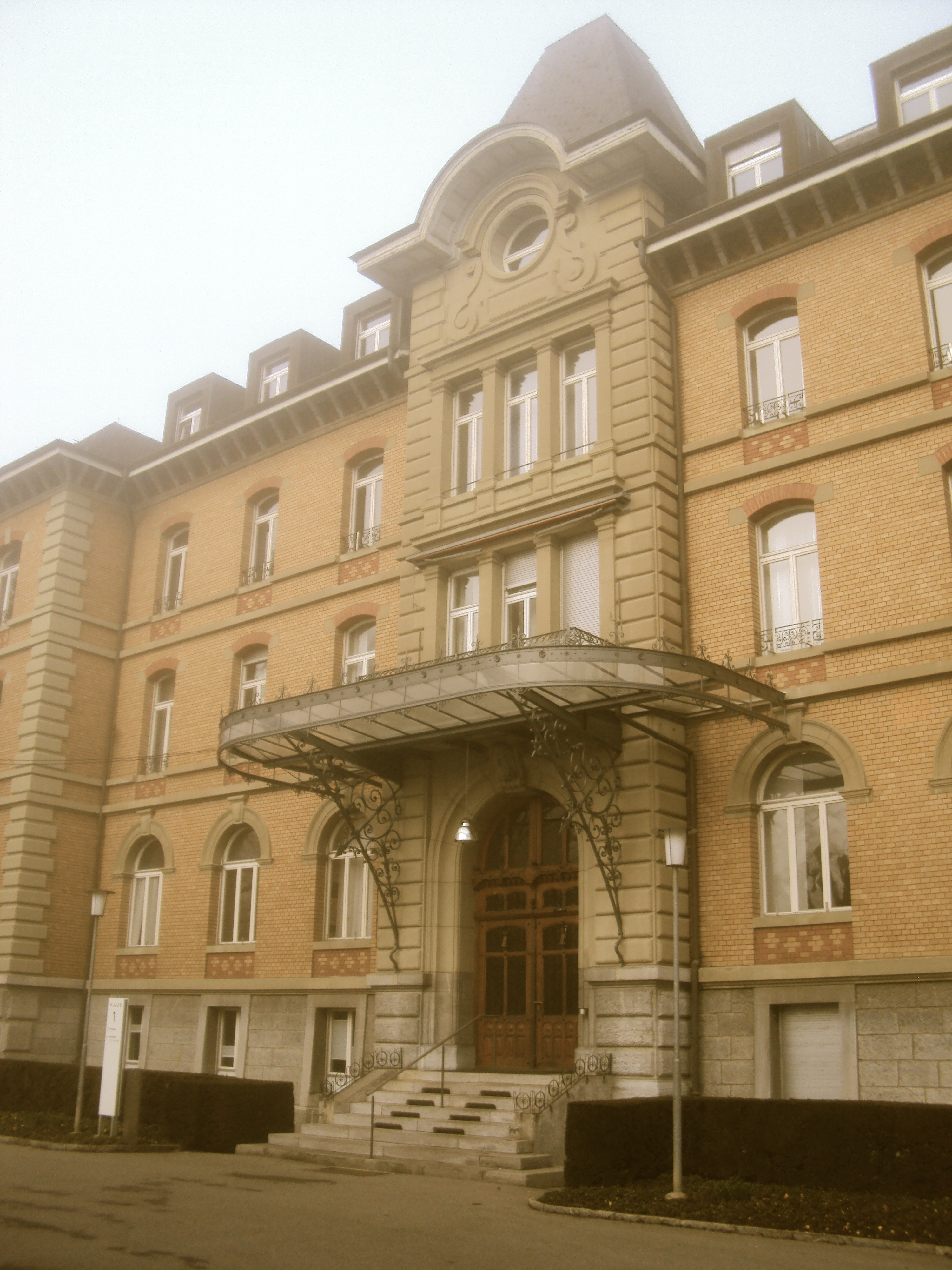
Haupthaus des PZM mit Eingang. Max und Gertrud Müller wohnten zu Zeiten Glausers im dritten Stock, rechts

Die neun Typoskriptseiten der Kurzgeschichte Rettung entstanden mit ziemlicher Sicherheit in den letzten Monaten des Jahres 1931, als Glauser zum fünften Mal im Psychiatriezentrum Münsingen (PZM) interniert war. 1927 führte er dort bei Max Müller eine einjährige Psychoanalyse durch. Dabei fand er auch Aufnahme in Müllers Familie, die damals im Hauptgebäude des PZM wohnte, und lernte die Gattin, Gertrud Müller, kennen.
Im Januar 1932 zog Glauser mit seiner damaligen Freundin Beatrix Gutekunst bis Ende Mai nach Paris und versuchte, als freier Journalist und Schriftsteller Fuss zu fassen. In dieser Zeit lernte er auch Georges Simenons Bücher und dessen Kommissar Maigret kennen und erlag dem Charme der Serie, was bei der Schaffung des Wachtmeister Studers von entscheidender Bedeutung sein sollte. Kurz nachdem Glauser in der französischen Hauptstadt angekommen war, schrieb er an Gertrud Müller und berichtete ihr unter anderem von der Kurzgeschichte Rettung: «Ihrem Mann werde ich schreiben, sobald ich ein wenig Sicheres weiss. Grüssen Sie ihn bitte recht herzlich. Schohaus [Willi Schohaus war Redaktor bei der Schweizer Erziehungs-Rundschau] hat mir übrigens die Klein-Mädchen-Geschichte angenommen und will mehr. Komisch, wenn nur alle Leute so wären.» Tatsächlich wurde Rettung im März 1932 in der Schweizer Erziehungs-Rundschau Nr. 12, einem Organ für das öffentliche und private Bildungswesen in der Schweiz, publiziert.

### Biografischer Hintergrund
Das Mädchen Marie, das gegen gesellschaftliche Regeln verstösst (Diebstahl und Lügen) und Verständnis statt Verurteilung findet, ist ein immer wiederkehrendes Motiv in Glausers Schaffen und wurde in den Studer-Romanen, die noch folgen sollten, detaillierter ausgeführt. Bereits in seinem ersten Studer-Krimi Schlumpf Erwin Mord greift Glauser dieses Muster erneut auf: Erwin Schlumpf ist ein Gestrauchelter, der von der Justiz verurteilt wird; Wachtmeister Studer jedoch findet Verständnis für den Inhaftierten und hilft ihm. In Matto regiert ist es Pierre Pieterlen, der trotz der Tat des Säuglingsmordes nicht verurteilt wird, weil er letztlich ein Opfer der Armut war. Und auch im Chinesen gibt es einen Leidtragenden der sozial widrigen Umstände, den Verdingbub Ludwig Fahrni, den Studer sogar zu seinem Gehilfen ernennt.
Das Thema der vorschnellen Verurteilung (und der «Schuldfrage») durch die Gesellschaft war für Glauser stets autobiografisch, da er zeit seines Lebens selbst damit konfrontiert war. Durch seine Morphiumsucht geriet er immer wieder mit der Justiz in Kontakt und sah sich dabei auch als Opfer. Hardy Ruoss schrieb dazu: «Schuld ist für ihn [Glauser] – und in seinem ganzen erzählerischen Werk, besonders in den Kriminalromanen – nie etwas Eindeutiges. Deshalb soll der Mensch sich auch hüten, zum Richter über seine Mitmenschen zu werden (das Bibelwort ‹Richtet nicht …!› taucht in Glausers Werk verschiedentlich auf).»
Am prägendsten war für Glauser wahrscheinlich die wiederholte Verurteilung durch seinen strengen und unnahbaren Vater. Dieser hatte Glauser bereits 1918 entmündigt und schrieb 1932 an den Mannheimer Gefängnisarzt: «Ich verlange deshalb zu meiner persönlichen Sicherheit und für das Wohl der Gesellschaft, dass F.G. lebenslänglich interniert wird.» Als Glauser die Figur des Erziehungsberaters in Die Rettung schuf und später zum Ermittler des Wachtmeister Studers ausbaute, mag als unbewusstes Motiv die Vaterfigur, die Glauser sein Leben lang vermisst hatte, eine wichtige Rolle gespielt haben. Frank Göhre schreibt dazu: «Der Studer verurteilt nicht. Er hat Verständnis für die Gestrauchelten, die ‹armen Hunde›. Er ist der Gegenentwurf zum übermächtigen, strengen Vater Friedrich Glausers.»

## «Der alte Zauberer»
Zum ersten Mal hat Studer hier einen Auftritt in einem Kriminalfall. Zeigten sich in der Kurzgeschichte Rettung die ersten Charakterzüge des zukünftigen Wachtmeisters, so erscheint in Der alte Zauberer Glausers bekannter Ermittler bereits mit allen bekannten Eigenschaften, welche die Figur in den späteren Romanen so berühmt machen sollten: Er ist bei der Stadtpolizei Bern (zwar noch als Kommissär), hat eine Frau, trägt einen Schnurrbart, geht in fünf Jahren in Pension und lässt sich Zeit beim Ermitteln, indem er vor allem zuhört und den Befragten das Gefühl gibt, verstanden zu werden. Studer unterscheidet sich von der «fertigen» Figur lediglich darin, dass er rundlich statt korpulent ist, Toscani statt Brissago-Zigarren raucht und einen Sohn hat, der mit der Schriftsetzerausbildung bald fertig ist. Am meisten fällt jedoch an dieser Erzählung auf (was bei den folgenden zwei Studer-Kurzgeschichten wieder fehlt), dass Glauser hier bereits mit dem Stilmittel der Atmosphäre und vielen Details arbeitet, was seine kommenden Studer-Romane so unverwechselbar und erfolgreich machte.

### Inhalt

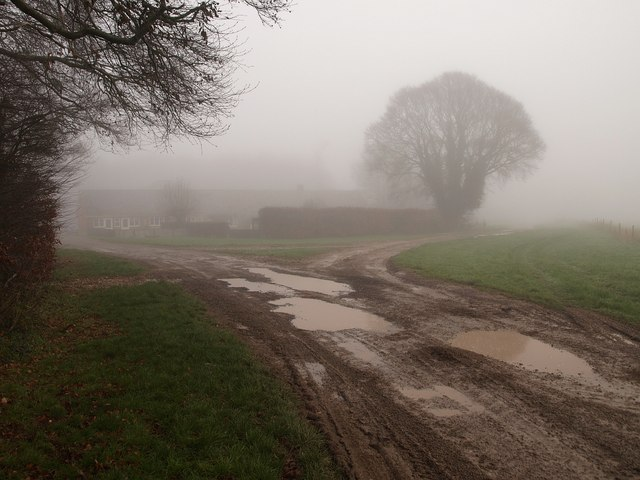
«Studer stapfte weiter, ganz wenig hellte sich das Wetter auf, das heisst, der Regen hörte auf zu fliessen, dafür senkte sich ein dicker weisser Nebel über das Land. So dicht war dieser Nebel, dass Studer zuerst die Häuser gar nicht erblickte, aus denen der Weiler Waiblikon bestand.»

Auf der Polizei in Bern ist ein anonymer Brief eingegangen, in dem der sechzigjährige Bauer Berthold Leuenberger aus Waiblikon bezichtigt wird, seine vier verstorbenen Ehefrauen ermordet zu haben. Kommissär Studer soll diesem Gerücht nachgehen und ist deshalb im herbstlichen Regen zu Fuss unterwegs in den abgelegenen Weiler. Gegen 10 Uhr erreicht er den Ort und geht in das einzige Gasthaus. Dort gibt er sich als Vertreter für Düngemittel aus und beginnt die Serviertochter über die Landwirte der Gegend zu befragen. Als diese auf Leuenberger zu sprechen kommt, stellt sich heraus, dass dieser den Ruf eines Menschen mit übernatürlichen Kräften hat; von fern kämen manchmal Leute zu ihm, wenn ein Arzt nichts mehr ausrichten könne. Die streng Gläubigen der Umgebung behaupteten, Leuenberger sei mit dem Teufel im Bunde. Viele Menschen hätten Angst vor dem Bauern und glaubten nicht, dass seine Frauen an Darmkatarrh gestorben seien, wie dies der Dorfarzt bescheinigte, sondern von Leuenberger ermordet wurden.
Nach Befragung weiterer Personen im Weiler gelangt Studer zum Hof von Leuenberger und wird von ihm zum Mittagessen eingeladen. Als der Kommissär die Stube betritt, beschleicht ihn eine unerklärliche Furcht vor dem Mann. Der Bauer indes scheint bemerkt zu haben, dass Studer kein Vertreter ist, als der sich dieser auch hier ausgibt, sondern von der Polizei geschickt wurde, und es beginnt ein psychologisches Duell zwischen den beiden. Leuenberger tischt Schnaps auf und Studer lässt sich auf das Spiel ein, indem er, zunehmend betrunken, auf einen Widerspruch in den Aussagen des Bauern lauert. Plötzlich holt dieser eine neue Flasche für den Kommissär, währenddessen er selbst auf weiteren Schnaps verzichtet. Studer beschlagnahmt die Schnapsflasche für den Gerichtschemiker, weil er Gift darin vermutet. Nun gesteht Leuenberger die Taten und erklärt, dass er nach dem Tod der siebten Ehefrau ewiges Leben erlangt hätte, da dies so in einem alten Buch steht, welches er Studer zeigt. Dieser führt den Bauern daraufhin ab und liefert ihn ins Bezirksgefängnis ein. Am nächsten Tag hat sich Leuenberger in der Zelle erhängt.

### Entstehung
Der alte Zauberer war die erste Studergeschichte, die Glauser geschrieben hatte; dies bestätigte er auch in einem Brief vom 10. März 1937 an seine langjährige Gönnerin Martha Ringier. Entstanden ist sie wahrscheinlich im Jahre 1932, in dem Glauser bis zum Juni mit Beatrix Gutekunst in Paris lebte und danach wieder im Psychiatriezentrum Münsingen interniert war. Am 27. Januar 1933 schrieb er an seinen Vormund Walter Schiller: «Der Bund hat mir eine längere Novelle angenommen, die im März erscheinen wird und die etwa 100 frs. einbringen wird.» Tatsächlich erschien Der alte Zauberer dann am 23. April als Erstdruck in Der kleine Bund [Sonntagsbeilage des Bund] bei Hugo Marti. Ein Jahr später sandte Glauser den Text auch noch an Friedrich Witz von der Zürcher Illustrierten und schrieb nach der Annahme der Geschichte am 9. November 1934: «Es freut mich, dass Sie den ‹Alten Zauberer› haben brauchen können. Doch muss ich Ihnen etwas beichten. Er ist vor etwa drei Jahren [richtig: eineinhalb Jahre] schon einmal im ‹Kleinen Bund› erschienen. Macht das etwas?» Am 1. März 1935 erschien der Zweitdruck in der Zürcher Illustrierten und im Mai schrieb Glauser an Witz: «Ich möchte Ihnen noch vielmals danken, dass Sie den ‹Alten Zauberer› gebracht haben. Ich hab von ein paar Seiten sogar Komplimente bekommen, was mich bass erstaunt hat. Ich glaub übrigens, er war nicht ganz schlecht.»

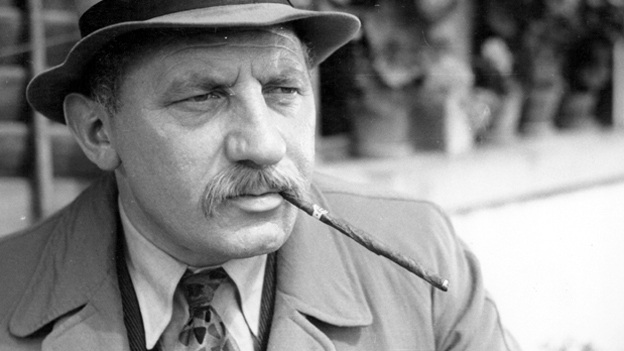
Gretler blieb der Studerfigur bis kurz vor seinem Tod verbunden

Als sich mit dem ersten Studer-Roman Schlumpf Erwin Mord endlich der lang ersehnte Erfolg für Glauser eingestellt hatte und eine Verfilmung des Buches in greifbare Nähe rückte, dachte er sogar daran auch den «Zauberer» verfilmen zu lassen; am 10. Oktober 1936 schrieb er an Martha Ringier: «Ein Tonfilmatelier in euren sympathischen Basel hat mich um Scenarios angefragt. Ich werde natürlich den Schlumpf ‹verscenarisieren›, und das wird mir Spass machen. Und den ‹Alten Zauberer› auch noch. Den ‹Schlumpf› mit Gretler (hast du einmal Gretler gesehen? Er spielt in Zürich) als Studer, das könnte etwas Gutes werden». Tatsächlich spielte Heinrich Gretler dann die Studerfigur in einer über Jahrzehnte prägenden Darstellung in Wachtmeister Studer und Matto regiert. Auch in der Theateradaption von Die Speiche (als «Krock & Co. – Volksstück in fünf Akten») übernahm er die Hauptrolle. Ein letztes Mal interpretierte er zwei Jahre vor seinem Tod den Studer, indem er 1975 in Felice Vitales Dokumentarfilm über Glauser ganze sechs Minuten aus Der alte Zauberer vorlas.

### Biografischer Hintergrund
Als Studer sich in Der alte Zauberer Leuenbergers Hof nähert, beschreibt dies Glauser wie folgt: «Rechts von ihm breitete sich ein riesiger Obstgarten aus, alte Bäume, stellte Studer fest, aber vor noch nicht langer Zeit frisch gepfropft. Und dieser Obstgarten liess dunkle Erinnerungen in ihm auftauchen. Obstbäume – Schädlinge – Schädlingsbekämpfung. Was brauchte man zur Schädlingsbekämpfung? Arseniate?» Diese Schilderung bezieht sich auf Glausers Zeit von 1930/1931, als er die Ausbildung zum Gärtner in Oeschberg absolvierte. Dort kam er auch mit Arsen und anderen Chemikalien aus dem Gärtnerberuf in Kontakt, was er 1937, im vierten Studer-Roman Der Chinese, noch einmal detailliert verwendete, da die Geschichte in einer Gartenbauschule spielte.
Wenn allerdings Studer im Alten Zauberer darüber sinniert, dass «dieser Obstgarten dunkle Erinnerungen in ihm auftauchen liess», so spricht hier vor allem Glauser: Er selbst beschrieb das Oeschberg-Jahr in Briefen an seinen Freund aus den Asconeser Tagen, Bruno Goetz, als eine qualvolle Zeit: «Nachher bin ich wieder in der Gartenbauschule. Ich habe das Martyrium auf mich genommen, weil ich’s notwendig fand.» In zwei weiteren Briefen schrieb er: «Auch ist mir die Gesellschaft, mit der ich ein Jahr zusammen war, in Grund und Boden verekelt. Nun, nur noch drei Wochen, Gott sei Dank.» Und: «Ich zähl die Tage bis zum Schluss.»

## «Das uneinige Liebespaar»
Obwohl im Alten Zauberer beinahe alle Zutaten für die später bekannten Studerromane vorhanden waren, variierte Glauser in Das uneinige Liebespaar die Figur des Ermittlers noch einmal und beschrieb ihn mit einer abweichenden Physiognomie: Studer ist klein und dick, mit blauen Augen und traurigem Blick, hat aber dennoch die Eigenschaften freundlich, überlegt, ruhig und nicht vorverurteilend zu sein.

### Inhalt

An der Limmat bei Baden trifft Studer auf seine erste literarische Leiche

Zwei Telefonarbeiter entdecken an einem späten Sommerabend zwischen Turgi und Baden einen leblosen Körper, der in der Limmat treibt. Bei der Leiche handelt es sich um eine junge Frau. Die beiden tragen die Tote zu dem nahe gelegenen Bauernhaus, legen sie im Werkzeugschuppen ab und telefonieren der Polizei in Baden. Der eintreffende Arzt schätzt, dass die Leiche etwa 2,5 Stunden im Wasser lag, zudem finden sich Kratzspuren an den Handgelenken. Eine halbe Stunde später kommen auch zwei Polizisten; diese finden keine Ausweispapiere, stellen jedoch fest, dass die Wäsche der Toten mit zwei verschlungenen «E» bestickt ist und gehen von einem Mord aus, der unterhalb von Baden geschehen sein muss. Man einigt sich, dass die Leiche bis zum nächsten Tag beim Bauern gelassen wird. Danach gehen die Polizisten mit den beiden Telefonarbeitern in ein Gasthaus und bereden den Leichenfund nochmals, während sie von einem jungen Mann am Nebentisch belauscht werden. Einer der Arbeiter erzählt dabei die Geschichte eines Vaters, der seine ertrunkene Tochter noch zehn Stunden lang versuchte wiederzubeleben, obwohl der Arzt sie für tot erklärt hatte, und diese dann tatsächlich wieder aufwachte.
Am kommenden Morgen meldet sich eine Frau Egger auf dem Polizeiposten in Baden und möchte wegen ihrer Tochter Emma eine Vermisstenanzeige aufgeben. Der diensthabende Kommissär Studer nimmt die Personalien auf und hört der Frau zu, wie sie berichtet, man hätte mit dem Mädchen nur Kummer gehabt; jüngst hätte sie sich gar in den jungen Postangestellten Schütz verliebt, der weder eine sichere Stellung noch Geld besitzen würde. Eine Heirat käme gar nicht in Frage. Studer unterbricht die Mutter und erklärt ihr, dass gestern eine Tote mit dem passenden Signalement gefunden worden sei. Als die beiden um 9 Uhr beim Bauernhaus eintreffen, um das Mädchen zu identifizieren, ist die Leiche verschwunden. Studer geht daraufhin nach Baden zurück, um in der Post den jungen Schütz nach einem Alibi für den gestrigen Abend zu befragen. Dieser wirkt sehr nervös und bestreitet einen Mord, obwohl davon noch nicht die Rede war. Es stellt sich heraus, dass Schütz gestern im Restaurant war und dem Gespräch der Polizisten mit den Telefonarbeitern zugehört hatte.
Studer fährt mit Schütz zurück zum Bauernhof. Dort angekommen fragt er den jungen Mann zur Überraschung aller Anwesenden, wohin er die Leiche geschleppt habe. Schütz führt die Polizisten schluchzend in das nahe Wäldchen zur Toten. Nun klärt Studer auf: Er hat von Anfang an nicht an einen Mord geglaubt. Emma und ihr Geliebter wollten heiraten. Da die Eltern jedoch dagegen waren, beschloss das Paar, sich gemeinsam in der Limmat zu ertränken. Im letzten Moment, als seine Geliebte bereits in den Fluss gestiegen war, hatte jedoch Schütz den Mut dazu verlassen und er floh aus dem Wasser. Als er am Abend die Geschichte der unglaublichen Wiederbelebung gehört hatte, ging er zur Toten, schleppte sie in den Wald und versuchte stundenlang, sie wiederzubeleben. Studer ärgert sich über die Feigheit des jungen Mannes; ihm wäre ein richtiger Mord lieber gewesen.

### Entstehung
Die Datierung von Das uneinige Liebespaar ist nicht eindeutig festzulegen. Der Literaturwissenschaftler Bernhard Echte und der Germanist Manfred Papst datieren den Text anhand der Gestalt des Typoskripts auf das Jahr 1933. In diesem Jahr hielt sich Glauser zum sechsten Mal im Psychiatriezentrum Münsingen (PZM) auf. Damals lernte er auch die Pflegerin Berthe Bendel kennen, mit der er bis zu seinem Tod im Jahre 1938 zusammenblieb.
Glauser sandte das Das uneinige Liebespaar am 9. November 1934 an Friedrich Witz von der Zürcher Illustrierten in der Hoffnung auf Publikation. Witz war allerdings nicht sonderlich angetan von dem Kurzkrimi und schrieb drei Tage später zurück: «Das ‹uneinige L.› ist irgendwie – verzeihen Sie mir die Offenheit – etwas unappetitlich.». Er lehnte die Geschichte ab und wies Glauser darauf hin, dass der Polizeiwachtmeister von Baden tatsächlich Studer heisse und die Figur umbenannt werden müsste. Im Typoskript wurde daraufhin der Name «Studer» mit Bleistiftkorrekturen in «Widmer» geändert; allerdings blieb Das uneinige Liebespaar zu Lebzeiten Glausers unveröffentlicht.

### Biografischer Hintergrund

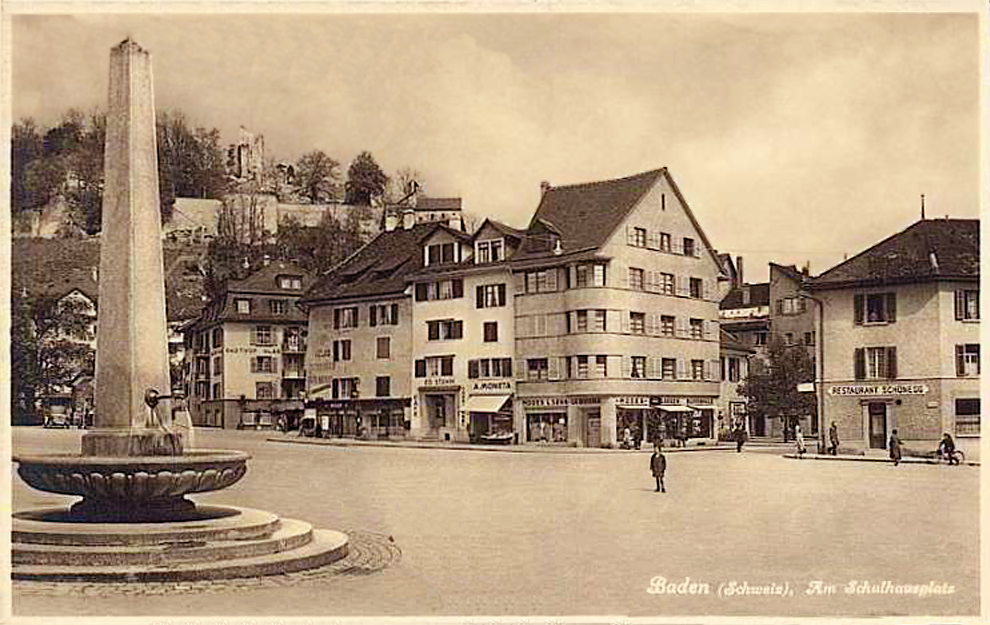
Glauser lebte sieben Monate bei der Familie Raschle in Baden, bevor es zu einer erneuten Katastrophe in seinem Leben kam.
Schulhausplatz in Baden, Mitte der 1930er-Jahre

Glauser verwendete für seine Erzählungen beinahe ausnahmslos Schauplätze, Figuren und Erlebnisse aus eigener Erfahrung. So erstaunt es auch nicht, dass er für Das uneinige Liebespaar eine Ortschaft wählte, die er aus seiner Vergangenheit kannte. Nach dem Aufenthalt in der Psychiatrischen Klinik Burghölzli fand er vom Oktober 1920 bis zum April 1921 an der Haselstrasse in Baden beim Stadtschreiber Hans Raschle und seiner Frau, genannt «Maugg», Unterkunft. In diesen sieben Monaten versuchte Raschle für Glauser eine Anstellung bei Brown, Boveri & Cie. zu arrangieren, was jedoch nicht zustande kam. Stattdessen absolvierte er ein Volontariat bei der Badener Neuen Freien Presse und verfasste Artikel für das Badener Tagblatt und die NZZ. Obwohl Glauser hier wohlwollende Aufnahme fand und Ruhe in sein bewegtes Leben bringen konnte, endete das Ganze in einer erneuten Katastrophe. Nachdem die Beziehung mit Elisabeth von Ruckteschell gegen Ende des Jahres auseinandergebrochen war, begann Glauser hinter dem Rücken von Hans Raschle eine Affäre mit dessen Ehefrau «Maugg». In einem Brief von 1925 an das Psychiatriezentrum Münsingen beschrieb Raschle die letzten Ereignisse [ohne den Ehebetrug zu erwähnen] folgendermassen: «Glauser fing an, seine Zigaretten mit Opium zu tränken, wenn er kein Morphium erreichen konnte, fälschte Morphiumrezepte, trank sogar Äther in grossen Quanten. Das ging soweit, dass er nachts in eigentliche Delirien geriet, in denen er durch seinen Lärm die nebenan schlafenden Personen störte. Es kam dann aus, dass er nicht nur die Bücher eines Malers, mit dem er sich angebiedert hatte, sondern auch Bücher von uns selbst bei einem hiesigen Buchhändler verkauft und das Geld für seine spezifischen Bedürfnisse verwendet hatte, dass er bei unseren Bekannten Geld gepumpt und auf unseren Namen in mehreren Geschäften Schulden gemacht hatte. Als Glauser merkte, dass wir ihm auf diese Dinge gekommen sind, steigerte er seine Äther- und Morphiumdosen derart, dass er sich eines schönen Morgens im Nachdelirium auf meine zufällig allein zu Hause gebliebene Frau stürzte, so dass sie meine Ordonnanzpistole gegen ihn ziehen musste, um ihn zu besänftigen. Am Abend desselben Tages (es war meines Erinnerns im April 1921) war Glauser ohne Abschied verschwunden.» Ob Glauser durch seine Straffälligkeiten in Baden direkten Kontakt mit der Polizei, respektive mit dem echten Studer hatte, ist ungewiss.
Der Journalist Urs Tremp schrieb anlässlich des 50. Todestages von Glauser: «Zeitzeugen gibt es nur noch wenige, an ein Denkmal wird kaum je eine Kulturkommission oder eine literarische Gesellschaft gedacht haben. Auch die Stadt hat am vorübergehenden Badener Domizil von Friedrich Glauser, am Haus an der Haselstrasse […] nie eine Gedenktafel anbringen lassen. Glausers kurzer Aufenthalt in der Stadt – obwohl unter prominentem Dach – ist nicht in die Geschichte Badens eingegangen. […] Sollen wir darüber traurig sein, dass der Stadt Baden eine grosse literarische Figur ganz knapp entgangen ist? Müssen wir bedauern, dass auch für Studer – wie für seinen geistigen Vater – ‹Klatschstadt› nur kurzes Episödchen war? Die Frage ist müssig. […] Der ‹Wachtmeister Studer› ist auch ohne unsere Stadt zur grossen Schweizer Kriminal-Gestalt geworden.»

## «Ein Weltuntergang»
Die Erzählung Ein Weltuntergang aus dem Jahre 1933 ist, wie auch die nachfolgende Kurzgeschichte Sanierung, kein Kriminalfall; Studer hat darin lediglich einen Kurzauftritt. Allerdings sind dabei zwei Dinge bemerkenswert: Studer taucht erstmals mit dem Dienstgrad des Wachtmeisters auf und Glauser nimmt hier den mysteriösen Eröffnungsmord aus Der Chinese vorweg. In Ein Weltuntergang heisst es: «In dem Orte Steffigen wurde am 25. Januar 1932 die Leiche eines älteren, wohlgekleideten Herren auf dem Friedhof des Dorfes aufgefunden. Die Gerichtskommission, bestehend aus Untersuchungsrichter Jutzeler, seinem Schreiber Montandon, Polizeiwachtmeister Studer, verfügte den Transport des Körpers in das Leichenschauhaus. […] Als Todesursache wurde ein Herzschuss festgestellt. Untersuchungsrichter Jutzeler soll sogleich geäussert haben, es handle sich hier offenbar um einen Selbstmord, obwohl Dr. Sieber ihm vorhielt, dies sei eine Unmöglichkeit: die Kleider des Erschossenen seien nicht nur unversehrt, sondern Hemd, Gilet Rock und Mantel seien von fremder Hand zugeknöpft worden, denn es sei nicht anzunehmen, dass ein Mann mit einem Herzschuss es noch vermöge, seine Kleider in Ordnung zu bringen.» Vier Jahre später macht Glauser aus Steffigen Pründisberg und gibt der Leiche den Namen James Fahrni; allerdings löst er, im Vergleich zu Ein Weltuntergang, das Rätsel um Fahrnis unversehrten Anzug nicht auf.

### Inhalt
Der Untersuchungsrichter Max Jutzeler lässt den Landstreicher Brand trotz nachgewiesenem Einbruch wieder auf freien Fuss. Bei einem weiteren Fall behauptet Jutzeler, die aufgefundene Leiche mit Herzschuss habe Selbstmord begangen, obwohl die Kleider des Toten keine Einschusslöcher aufweisen. Dem hinzugezogenen Wachtmeister Studer bleibt nichts weiteres übrig, als den Transport des Toten ins Leichenschauhaus zu verfügen. Des Weiteren überweist der Untersuchungsrichter einen in der Bevölkerung beliebten Handlanger ohne Verhör für zwei Monate in Untersuchungshaft. Jutzelers Vorgesetzter wie auch sein Untergebener nehmen daraufhin Kontakt mit dem Obergericht auf, um auf das seltsame Verhalten ihres Mitarbeiters hinzuweisen. Auch die Ehefrau von Max Jutzeler macht sich zunehmend Sorgen über ihren Gatten. Als dieser sich während zwei Tagen in seinem Arbeitszimmer einschliesst, wird er in eine Psychiatrische Anstalt eingeliefert.

### Entstehung
Am 3. August 1933 bat der Publizist Adolf Guggenbühl Glauser: «Es würde uns freuen, wenn Sie gelegentlich wieder irgendeine Milieugeschichte einsenden wollten. Also zum Beispiel eine Wärtergeschichte oder eine Jugendgeschichte, oder irgendetwas, das aus Ihrer persönlichen Erlebnissphäre stammt. […] Oder die Geschichte eines Geisteskranken, der noch lange in Amt und Würde ist und dadurch Unheil anrichtet, zum Beispiel als Richter oder in einem Geschäft. Das kommt ja oft vor.» Glauser nahm die Anregung auf und schrieb im Dezember an seine Freundin Berthe Bendel: «Übrigens hab ich ziemlich gearbeitet die letzte Zeit. Eine Geschichte für den ‹Schw. Sp›, die glaub ich gut ist, ein Untersuchungsrichter, der verrückt wird – weisst, nur so in Briefen und Akten erzählt. Ich glaub wirklich, dass sie gut ist.» Der Schweizer Spiegel nahm die Erzählung an und druckte sie im Februar 1935.

### Biografischer Hintergrund
Die Figur und die tragischen Lebensumstände des Landstreichers Brand hatte Glauser von einem Mitgefangenen, den er 1925 in der Strafanstalt Witzwil kennen gelernt hatte, übernommen; als er 1937 an der Konzeption des Romans Der Chinese arbeitete, erkundigte er sich beim Witzwiler Direktor Otto Kellerhals über die genaueren Umstände des früheren Kollegen. Bei der detaillierten Formulierung des psychiatrischen Gutachtens über Max Jutzeler konnte Glauser auf seine eigenen Internierungs-Erfahrungen in Psychiatrischen Anstalten zurückgreifen.

## «Sanierung»
Sanierung ist kein Kriminalfall und kann eher als eine romantische Variation für die Beziehung Glauser-Bendel gelesen werden. Dennoch hat Wachtmeister Studer darin einen kurzen Auftritt. Seltsamerweise änderte Glauser hier wieder das Aussehen des Fahnders: Er hat ein rotes Gesicht, trägt einen Spitzbart, hat einen Ansatz zu einem Kropf und ist klein und dick. Es scheint, als hätte Glauser ausprobiert und sich dann für seinen ersten Studer-Roman für die Ermittler-Version des Alten Zauberers entschieden. Im Nachwort zu Sanierung schreiben Bernhard Echte und Manfred Papst dazu: «Obwohl auch in Sanierung ein Wachtmeister Studer auftritt, hat dieser mit der Detektivfigur des Romans wenig gemein; wie in Das uneinige Liebespaar wird Studer hier als klein und dick geschildert, auch seine Physiognomie trägt gänzlich andere Züge. Dies ist umso überraschender, als die Zürcher Illustrierte am 1. März 1935 den Alten Zauberer, die früheste Studer-Geschichte, als Zweitdruck publiziert hatte, einen Text, in dem Studer bereits mit all jenen Charakteristika gezeichnet war, die die spätere Romanfigur berühmt machen sollte. Wieso Glauser im Uneinigen Liebespaar und der vorliegenden Erzählung von diesem Bild abwich, ist werkgeschichtlich nicht zu erklären.»

### Inhalt
Anfangs Januar entdeckt Oberschwester Klara, welche im Gemeindespital arbeitet, im dicht fallenden Schnee einen einsamen Fremden in zerschlissener Kleidung, dem es nicht gut zu gehen scheint. Sie fühlt seinen Puls, und als es sich zeigt, dass er Herzprobleme hat, nimmt sie ihn kurzerhand als Notfall ins Spital auf. Nach einem Bad bekommt er ein Bett und die nötige Pflege. Der Fremde ist Auslandschweizer und nennt sich Louis Armstrong, gebürtig Ludwig Armbruster, und erzählt, dass er diverse Schlösser in Schottland verloren hat; dabei zeigt er eine Fotografie, auf der er mit Jagdhunden und englischem Landhaus abgebildet ist. Armstrong entpuppt sich als eleganter Mann mit Manieren, der Klara regelmässig einen Handkuss gibt. Das nötige Geld für die Spitalpflege schickt ihm ein Freund, Eugen Frutiger, der in Thun im «Grand Hôtel Palace» logiert. Armstrong erzählt Schwester Klara, dass er mit ihr gerne ein Sanatorium eröffnen möchte und sie dabei als Leiterin einsetzen würde. Am folgenden Tag ist der Fremde verschwunden.
Schwester Klara wird klar, dass sie wahrscheinlich einem Hochstapler aufgesessen ist. Trotzdem fehlt ihr der tägliche Handkuss und die Zuwendung, die Armstrong ihr gegeben hat, und sie realisiert, dass sie immer nur für andere gearbeitet und im Grunde kein schönes Leben gehabt hat. Klara erkundigt sich im «Grand Hôtel Palace» nach Eugen Frutiger; es stellt sich heraus, dass dieser lediglich Kellner ist und keine Ahnung hat, wo Armstrong sich aufhält. Allerdings warnt er sie als Frau vor ihm. Unbeirrt geht Klara daraufhin zur Kantonspolizei und erhält von Wachtmeister Studer die Auskunft, dass es sich bei Louis Armstrong um einen Zechpreller, Hochstapler und vor allem Heiratsschwindler handelt, der aber ansonsten kein übler Kerl sei. Klara kündigt ihre Stelle als Oberschwester, löst ihr elterliches Erbe aus und kleidet sich neu ein. Sie reist nach Thun zu Frutiger, der ihr verrät, dass Armstrong in der Zwischenzeit in Mürren als Casserolier arbeitet. Am Ende der Geschichte haben Klara und Louis geheiratet und führen erfolgreich ein Sanatorium.

### Entstehung

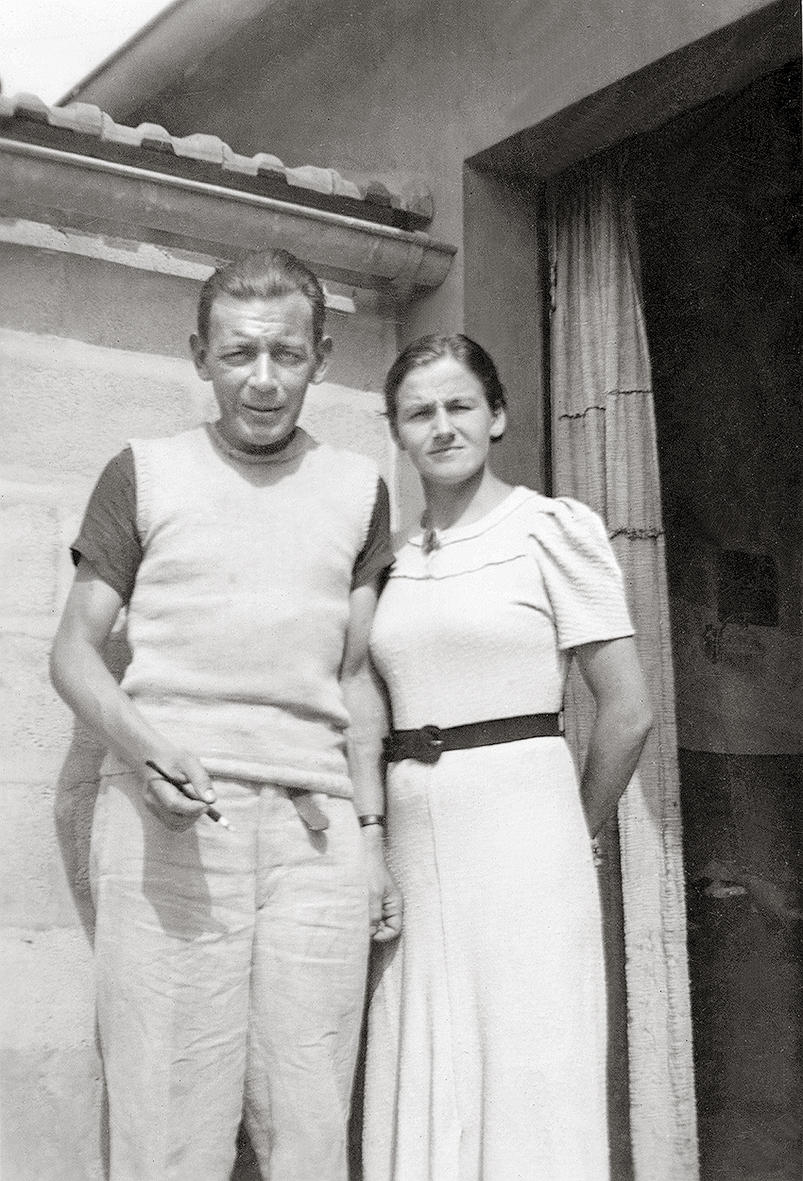
Der «Hochstapler» und die Krankenschwester. Friedrich Glauser und Berthe Bendel, Sommer 1937

Sanierung entstand zwischen Herbst 1934 und Frühjahr 1935, parallel zur Entstehung von Schlumpf Erwin Mord. Glauser war zu dieser Zeit in der Psychiatrischen Klinik Waldau interniert. Ende September 1934 wurde er in die (zur Klinik gehörenden) offenen Kolonie «Anna Müller» bei Münchenbuchsee versetzt. Am 20. Mai 1935 schrieb er an Friedrich Witz: «Ich schick Ihnen hier zwei neue Sachen. Es sind beides Erstdrucke. Ich bezweifle zwar, dass Sie Sanierung bringen können, obwohl sie lustig ist.» Die Antwort von Witz kam postwendend zwei Tage später: «Die Sanierung ist fraglos auch eine ausgezeichnete Sache, aber ich befürchte, dass die Leser der Zürcher Illustrierten zu wenig überlegenen Sinn, zu wenig innerste Ehrlichkeit aufbringen, um die Würze Ihrer Geschichte auskosten zu können. Es besteht die Gefahr verlogen-moralischer Auflehnung seitens der wackern Leser, und vor solchen Auflehnungen müssen wir Redaktoren uns leider hüten, da sonst der Herr Verleger den Drohfinger erhebt.»
Im September 1935 erschien Sanierung dann als Erstdruck in der Basler National-Zeitung. Am 1. Oktober schrieb Glauser diesbezüglich an Berthe Bendel: «Und dir, wie geht’s dir? Das Honorar ist auch nicht gekommen; weisst du, die ‹Nat.Ztg.› hat doch die Geschichte von der Krankenschwester genommen, die den Hochstapler geheiratet hat.» 1945 entschloss sich Friedrich Witz, trotz seiner Vorbehalte von 1935, die Erzählung zu veröffentlichen; allerdings änderte er den Titel in Der Schlossherr aus England ab.

### Biografischer Hintergrund
Glauser beschreibt in Sanierung unverkennbar sich selbst und seine Partnerin Berthe Bendel, die er 1933 als Pflegerin im Psychiatrischen Zentrum Münsingen kennen gelernt hatte und die sich seiner annahm. Der Glauser-Biograph Gerhard Saner beschreibt dies wie folgt: «Die Beziehung Glausers zu Berthe ist unverkennbar. […] Autobiografisch ist manches an der Sanierung und gerade ihr Wesentliches: Die Rettung, Sanierung, bürgerliche Instandstellung eines Tunichtguts durch eine zugriffige Frau, Mutter und (Kranken-)Schwester in einem, trotz dem Wissen um die bedenkliche Vergangenheit und die Anlagen des Mannes, trotz miserabler Referenzen – aus Liebe eben. Zu den autobiografischen Besonderheiten: Die Retterin wird mit dem Namen von Glausers Mutter bedacht: Klara.»

### Verfilmung
1979 verfilmte Alexander J. Seiler die Geschichte unter dem Titel «Der Handkuss – Ein Märchen aus der Schweiz» mit Peter Arens, Maurice Garrel und Regine Lutz. In der 58-minütigen TV-Produktion ist das Gemeindespital, passend zum biografischen Hintergrund von Glauser und Bendel, in Münsingen angesiedelt.

## «Knarrende Schuhe»
Die Erzählung Knarrende Schuhe zählt mit den Studer-Roman-Fragmenten zusammen zu den letzten Geschichten, die Glauser über Studer geschrieben hatte. Und wie bei den Roman-Fragmenten wurde sie nicht mehr vollständig abgeschlossen.

### Inhalt

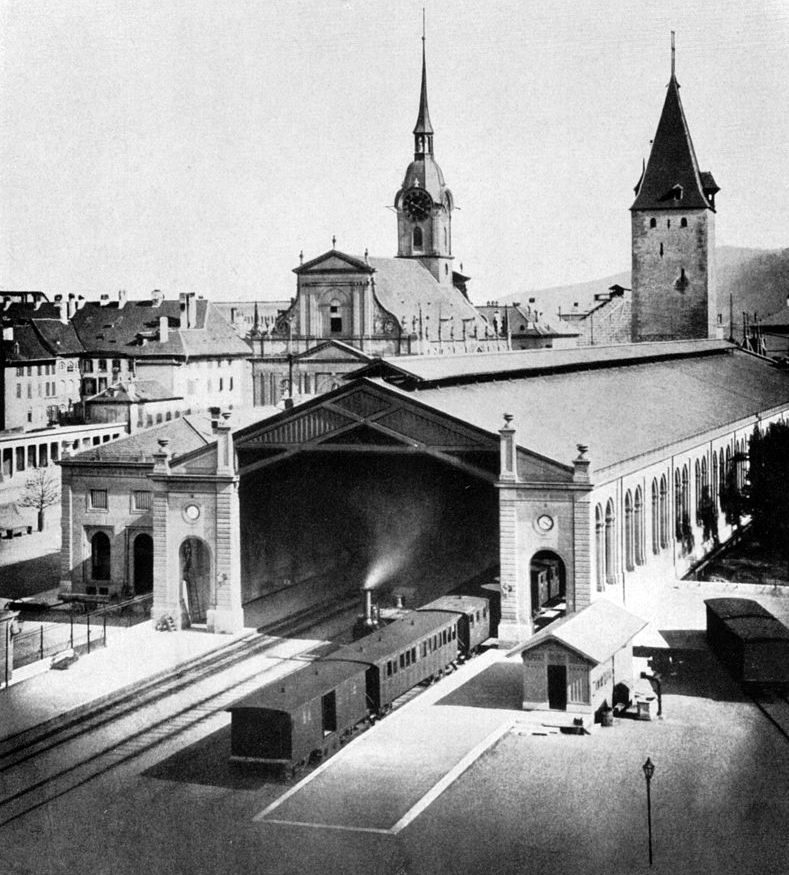
«Und er musste sich zusammennehmen, um seiner Frau nicht wüst zu sagen, dass sie diese Wohnung gemietet hatte, die von den fünf Schienensträngen nur durch eine Strasse getrennt wurde, auf denen man bei Nacht und bei Tage den Lärm der einfahrenden, der ausfahrenden Züge hörte.»
Bahnhof Bern, 1860

Oktober 1919. Kommissär Studer ist seit eineinhalb Jahren bei der Stadtpolizei Bern und muss mit seiner Frau Hedy umziehen. Diese hat im 2. Stock eines Mehrfamilienhauses eine neue Wohnung gefunden. Sie liegt allerdings direkt neben den Geleisen des Bahnhofs, was Studer wegen des Lärms gar nicht behagt. Als er nach dem Umzug wegen einer Halsentzündung drei Wochen das Bett hüten muss, bemerkt er zudem, wie ringhörig das Haus ist: So hört er neben dem Lärm der rollenden Züge auch vom Treppenhaus her etliche Geräusche. Schon nach kurzer Zeit erkennt er die Schritte seiner Nachbarn von oberhalb: Im 3. Stock wohnt Alfred Staub mit seiner Frau; das Ehepaar hat den schwerhörigen Musiker Arnold Walther, Klarinettist beim Stadttheater, mit seinem Töchterchen Agathe als Untermieter aufgenommen. Walther und das Kind wohnen in der Mansardenwohnung oberhalb der 3. Etage. Die Schuhe des Musikers haben Studer von Anfang an irritiert: Sobald Walther sich im Treppenhaus bewegt, quietschen die Sohlen seiner Schuhe.
Als Studer sich nach zwei Wochen wieder etwas besser fühlt, macht er einen kurzen Spaziergang durch das Quartier. Als er wieder zurückgekommen ist und im Lehnstuhl des Wohnzimmers sitzt, hört er, wie Frau Staub nach Hause kommt, in ihre Wohnung geht und kurz darauf einen Schrei ausstösst. Studer eilt nach oben und sieht die Nachbarin weinend neben der toten Agatha knien. Er telefoniert sofort der Stadtpolizei, woraufhin schon nach kurzer Zeit Wachtmeister Reinhard mit dem Gerichtsarzt eintrifft, der einen Genickbruch feststellt. Auch Alfred Staub kommt nach Hause und erzählt, trotz des Todesfalles, von seiner gelungenen Schachpartie. Als man den Vater von Agathe aus der Mansardenwohnung holt und dieser aufgelöst vor seinen toten Tochter steht, geht Studer zu Alfred Staub und fragt ihn, warum er das getan habe. Staub erklärt daraufhin, dass er Agathe an den Zöpfen zog und sie dabei unglücklich nach hinten fiel. Dabei verrät er auch, dass er neidisch auf den Musiker gewesen sei, weil dieser ein Kind hatte, währenddessen ihm und seiner Frau dies vergönnt blieb.

### Entstehung
Knarrende Schuhe ist mit ziemlicher Sicherheit 1938, in Glausers letztem Jahr in Nervi, entstanden. Er bearbeitete den Text in drei Versionen, welche nicht fertig ausgeführt wurden. Am ehesten, da teilweise von ihm selbst korrigiert, kann man die zweite Version als die abgeschlossenste betrachten. Berthe Bendel versuchte kurz nach Glausers Tod Knarrende Schuhe bei der Basler National-Zeitung anzubringen. Feuilleton-Chef Kleiber lehnte jedoch mit folgender Begründung ab: «Die Arbeit ist unfertig, auch in der fertigen Version. Der Mord an dem Mädchen steht so unmotiviert und unglaubwürdig in der Geschichte drin, dass ich grosse Bedenken habe, so etwas zu bringen. Ich finde, man ist es Glausers Gedenken schuldig, jetzt keine formal unausgereiften Arbeiten zu publizieren […], so gut natürlich wieder der Eingang, die Beobachtungen Studers im Treppenhaus, sind.»

### Comic

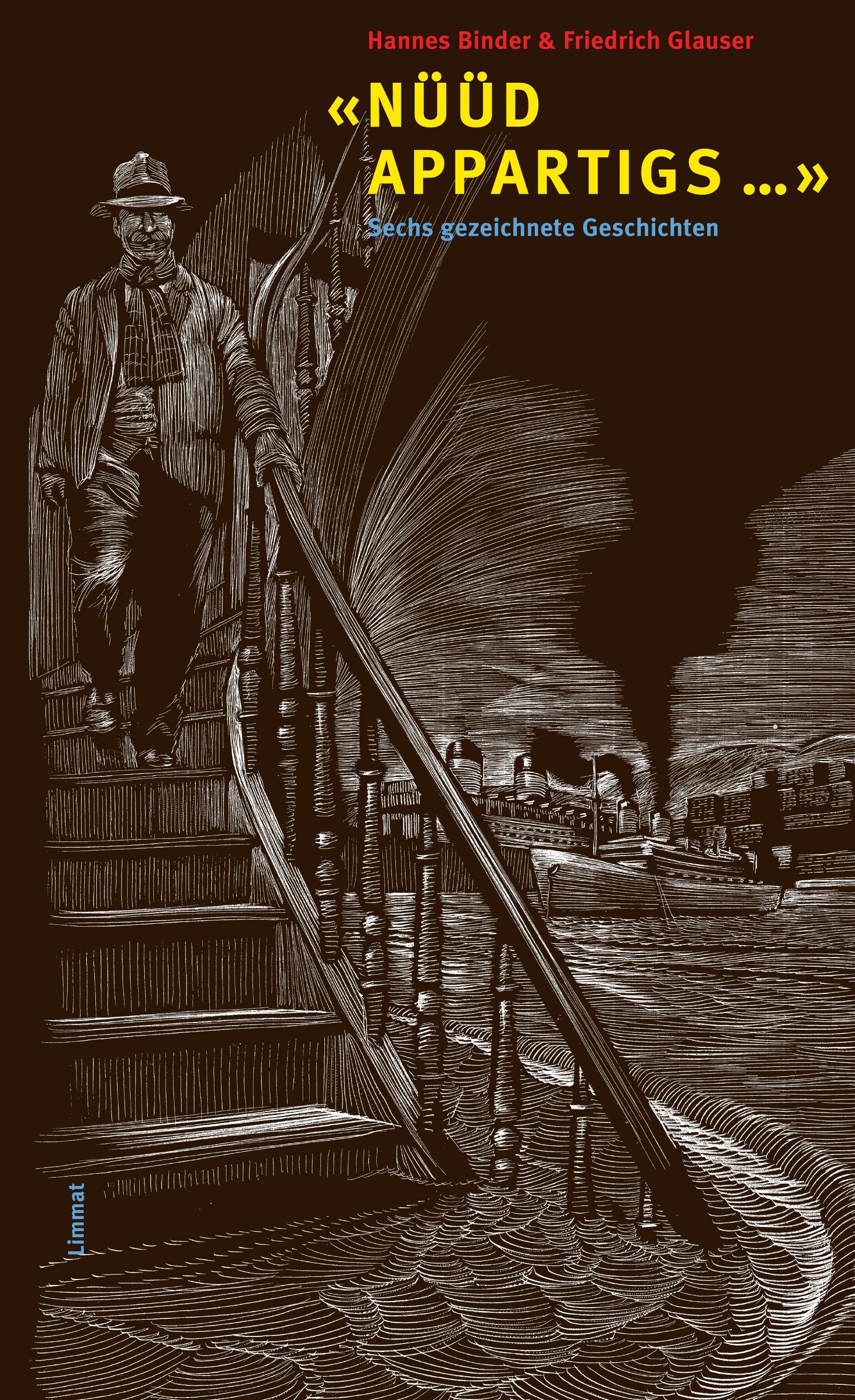
Nüüd Appartigs… (inkl. Krimi-Comic «Knarrende Schuhe») von Hannes Binder im Limmat Verlag, 2005

Nachdem Hannes Binder bereits 1988 Glausers Chinese als Comic und 1990 Die Speiche (unter dem Titel Krock & Co.) adaptiert hatte, folgte 1993 mit Knarrende Schuhe die dritte Arbeit an einem Glauser-Stoff. Ging Binder bei Der Chinese noch konventionell an die Umsetzung, so wollte er bei Krock & Co. mehr Gestaltungsraum. Dazu sagte er: «Ich bemerkte rasch, dass diese Bilder von der Handlung zu stark ablenken und im konventionellen Raster des Comic keinen Platz finden würden. Zumal es sich in meinem Fall um ein Taschenbuchformat handelte, also haushälterisch gewirtschaftet werden musste. In meinem zweiten Versuch mit Glauser suchte ich eine Form, die es erlaubte, freier mit der Umsetzung des Textes umzugehen, ohne diesen aber zu kürzen. Dieser Versuch hiess nun auf dem Cover «Bilder-Krimi». Und die Illustrationen zur Kurzgeschichte Knarrende Schuhe standen emanzipiert rechts neben dem Originaltext.» Die strikte Trennung von Bild und Text ermöglicht es Binder, die 62 Panel der Graphic Novel derart frei zu gestalten, dass zum Teil beinahe surrealistische Bilder entstanden, die sich mit unkonventionellen Naheinstellungen und extremen Blickwinkeln abwechseln.

### Musikalische Adaption
Das Glauser Quintett, 2010 von Daniel R. Schneider und Markus Keller gegründet, interpretierte Knarrende Schuhe im Jahre 2012 musikalisch und literarisch. Das Programm der vertonten Lesungen wurde in der Zwischenzeit zur «Glauser-Trilogie» ausgeweitet, bestehend aus den Kurzgeschichten Schluep, Knarrende Schuhe und Elsi – Oder sie geht um.

## «Studers Begräbnis»
«Studer selbst hatte bestimmt, dass von seinem Tode keine Zeitung etwas verlauten und dass auch keine gedruckte Karte verschickt werden dürfte. Das Hedy hatte dem Wunsch des Lebensgefährten entsprochen, denn in Grundsatzfragen war mit dem Jakob nie zu spassen gewesen.» So beginnt die Studer-Kurzgeschichte, welche der Autor Rainer Redies rund fünfzig Jahre nach Glausers Knarrende Schuhe schrieb und in ihr die Figur des Wachtmeisters dichterisch wiederbelebte. Die mit Über Wachtmeister Studer – Biographische Skizzen betitelte Hommage bedient sich der Art der Sherlock-Holmes-Pastiches und lässt in fünf Kapiteln während Studers Beerdigung noch einmal die wichtigsten Stationen aus dem Leben des Berner Fahnders aufleben. Angereichert sind die Episoden in Glausers Schreibstil mit Zitaten und Reminiszenzen aus allen Studer-Romanen und einer Studer-Kurzgeschichte.
An Jakob Studers Grab stehen im Sommer 1957 seine Frau, die Tochter mit Gatte und deren Kinder, die Arbeitskollegen Murmann und Reinhart und die beiden Freunde Notar Münch und der aus Paris herbei telegrafierte Kommissar Madelin. Beschrieben werden in den folgenden 24 Stunden unter anderem Studers Todesumstände, sein Leben als Pensionär sowie einzelne Erlebnisse aus seiner Kindheit und Karriere: Wie Studer seine Gattin Hedy, Madelin und Münch kennenlernte, die wahren Hintergründe der wiederholt erwähnten Bankaffäre oder wie Studer in Stuttgart Zeuge eines SA-Propagandamarsches wurde. Des Weiteren tauchen etliche bekannte Figuren und Orte in dieser Retrospektive auf: Der inzwischen mit Sonja Witschi verheiratete Erwin Schlumpf aus Gerzenstein (Schlumpf Erwin Mord), Oberst Caplaun und Dr. Laduner (Matto regiert), Ludwig Fahrni aus Pfründisberg (Der Chinese), das Ibach Anni (Die Speiche), die algerische Wüste (Die Fieberkurve) oder der Bauer Leuenberger aus Waiblikon (Der alte Zauberer). Sogar Friedrich Glauser hat seinen eigenen Cameo-Auftritt in diesem Pastiche: In einer Rückblende erzählt Redies, wie Studer eines Tages den Schriftsteller und Morphinisten verhaften musste.